# Earl Derr Biggers
Earl Derr Biggers (Warren, Ohio, 26 de agosto de 1884 – Pasadena, California, 5 de abril de 1933) fue un periodista, dramaturgo y novelista estadounidense, autor de las novelas policíacas protagonizadas por el detective estadounidense de origen chino Charlie Chan.

## Biografía
Tras graduarse en Harvard en 1907, Earl Derr Biggers comenzó su carrera periodística en Boston.
En 1913 publicó su primera novela, Seven Keys to Baldpate (Las siete llaves), que fue adaptada al teatro y luego al cine, y que le dio notoriedad.
Destacado dramaturgo de Broadway en la década de 1920, padecía de hipertensión arterial causada por el estrés del mundo del teatro. Su médico le prescribió un largo período de reposo y Biggers alquiló un bungalow en un hotel de Hawai. Allí oyó hablar de un famoso policía sino-hawaiano de la policía de Honolulu, Chang Apana, a partir del cual creó al detective Charlie Chan, que apareció en seis novelas entre 1925 y 1932. Medio chino, medio americano, Charlie Chan tiende un puente entre sus culturas de origen, al tiempo que conserva rasgos distintivos orientales: su paciencia, su cortesía y, sobre todo, su profunda sabiduría, que expresa a través de aforismos confucianos, tan apócrifos como oscuros, pero de un gran efecto cómico. En una época en la que la moda del peligro amarillo estaba muy presente en la literatura popular, Charlie Chan representaba la figura, hasta entonces poco común, de un asiático amable, simpático y respetuoso con la ley.
Muy pronto, Hollywood se apoderó del personaje y entre 1926 y 1949 se hicieron unas cuarenta películas con las pesquisas del detective sino-estadounidense. Las primeras adaptaron las historias originales y luego se recurrió a guionistas profesionales, como Philip MacDonald, para multiplicar las aventuras del héroe, que a menudo se desarrollaban en escenarios de lo más exótico. Warner Oland (16 veces), Sidney Toler (22 veces), Roland Winters (6 veces) y Peter Ustinov (una vez) interpretaron sucesivamente a Charlie Chan en la pantalla. La televisión tomó el relevo en la década de 1950 con The New Adventures of Charlie Chan, una serie de 39 episodios con J. Carrol Naish en el papel principal, y luego, en 1972, con una serie de dibujos animados de 14 episodios, El Clan Chan (The Amazing Chan and the Chan Clan).
Earl Derr Biggers, que residía en San Marino, murió de un ataque al corazón en un hospital de Pasadena en 1933, mucho antes de que se gestara el gran éxito de su creación.

## Obras

### Novelas de Charlie Chan
- 1925: The House Without a Key, publicado en español con el título La casa sin llaves
- 1926: The Chinese Parrot,  publicado en español con el título El loro chino
- 1928: Behind That Curtain,  publicado en español con el título Tras de esa cortina
- 1929: The Black Camel,  publicado en español con el título El camello negro
- 1930: Charlie Chan Carries On,  publicado en español con el título Eran trece
- 1932: Keeper of the Keys,  publicado en español con el título  El criado chino

### Otras novelas
- 1913: Seven Keys to Baldpate (Las siete llaves)
- 1914: Love Insurance (Seguro de amor, Alba Editorial, 2016, colección Rara Avis. Traducción de Ismael Attrache y Carmen Francí)
- 1915: Inside the Lines (con Robert Welles Ritchie)
- 1916: The Agony Column
- 1926: Fifty Candles
- 1933: Earl Derr Biggers Tells Ten Stories (relatos cortos)